# لويزية
الفربينية أو اللُّوَيْزِيَّة أو السَّاجِيَّة أو رعي الحمام أو أرثديات (الاسم العلمي: Verbenaceae) هي فصيلة نباتية تتبع رتبة الشفويات من طائفة الثنائيات الفلقة.

## قبائل
- رعي حمامية
- لانتانية

## أجناس
- البَرْكَل (باللاتينية: Stachytarpheta)
- الحَشَف (باللاتينية: Lantana)
- الخُطَيْمِيّ (باللاتينية: Phyla)
- الرِّبَّة (باللاتينية: Lippia)
- رِعْي الحَمَام (باللاتينية: Verbena) وهو الجنس النموذجي بالتسمية اللاتينية لهذه الفصيلة.
- القِيثَارِيَّة (باللاتينية: Citharexylum)
- اللُّوَيْزَة (باللاتينية: Aloysia) وهو الجنس النموذجي بالتسمية العربية لهذه الفصيلة.
- النَّاشِيَة (باللاتينية: Nashia)